# Senecio krascheninnikovii
Senecio krascheninnikovii là một loài thực vật có hoa trong họ Cúc. Loài này được Schischk. miêu tả khoa học đầu tiên năm 1953.